# Příměstská železnice

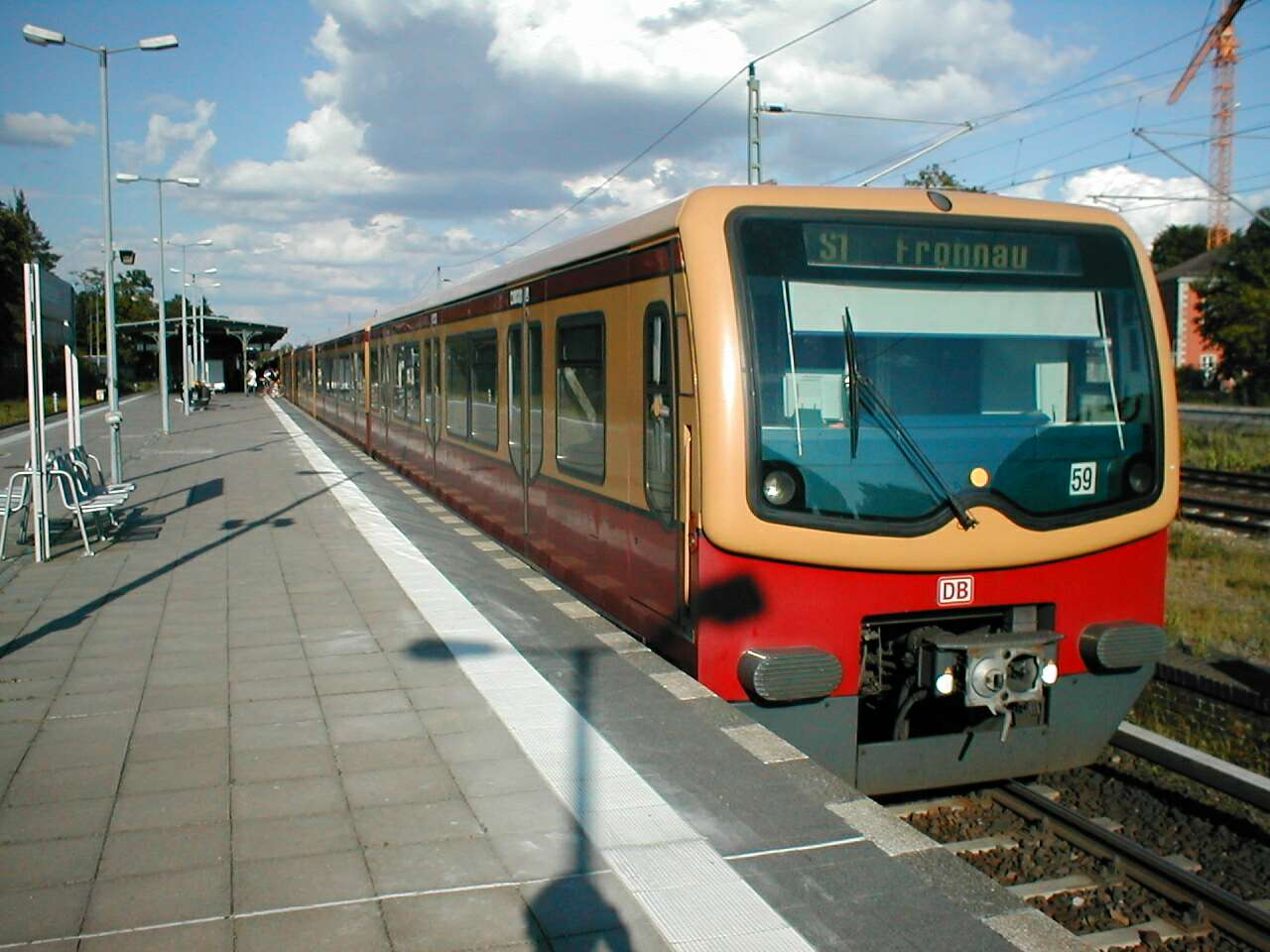
Příměstská železnice v Berlíně – S-Bahn

Jako příměstská železnice se označuje zejména kapacitní intervalová doprava ve městech a v jejich blízkosti. V některých státech a městech (například v České republice) je přepravními a tarifními podmínkami i způsobem provozu začleněna především do celostátního železničního systému, v jiných státech a městech tvoří poměrně samostatné a oddělené dopravní systémy, téměř jako metro. Lehké příměstské železnice se podobají spíše tramvaji než metru.
Městská nebo příměstská železnice v některých městech navazuje na celostátní železniční síť a zastavuje i na jejích nádražích, v jiných městech má spíše charakter povrchového metra (např. v USA), v centrech některých měst i klasického podzemního metra. Typickými znaky, kterými se S-Bahn od ostatní železniční dopravy liší, je:
- provoz se uskutečňuje v taktu (v pravidelných intervalech od několika minut až po půlhodinu či hodinu)
- zapojení do tarifního systému městské dopravy nebo speciální tarif (na některých S-Bahnech platí souběžně také dálkové železniční jízdenky)
- napojení této dráhy na jiné prostředky městské hromadné dopravy je výrazné
- v mnoha případech používá vlastních tratí oddělených od ostatního železničního provozu
- při koncipování vagónů je kladen důraz na možnost rychlého a častého výstupu a nástupu cestujících

Oproti klasickému metru se linky městských a příměstských železnic častěji větví (některé úseky tratí užívá více linek najednou).

## Názvy systémů příměstských železnic v různých zemích
- Nejznámější jsou tyto systémy z německojazyčných zemí (Německo, Rakousko, Švýcarsko), kde se nazývají S-Bahn, což bývá vykládáno jako Schnellbahn (rychlodráha), Stadtbahn (městská dráha) nebo Stadtschnellbahn (městská rychlodráha)
- v Dánsku se tyto systémy označují S-tog
- v italském Miláně začínají písmenem S označení linek systému Servizio ferroviario suburbano di Milano (Železniční příměstská služba Milána). Písmeno S zde znamená suburbano (příměstská).
- v Česku se ke značení železničních linek v některých regionech používá písmeno S s číslem linky, u rychlíkových či zrychlených linek R s číslem linky. V pražské aglomeraci a Moravskoslezském kraji mají tyto systémy oficiální propagační název Esko. Použití písmene S je převzato ze vžitého německého označování. V propagační kampani roku 2002 České dráhy užívaly pro pražský systém termín metropolitní dopravní linie, který se však neujal a zapadl. Používá se také označení městská železniční linka (dřívější zkratka ML) zatím jen pro dnešní linku S49 (Praha-Hostivař – Roztoky u Prahy), ale plánuje se zavedení dalších městských linek.
- Ve Francii a frankofonní části Švýcarska Réseau Express Régional (RER)
- V Římě se používá označení Ferrovia Metropolitana (FM) (metropolitní železnice, z obdobného francouzského označení pochází slovo metro)
- V Neapoli je síť městských železnic integrována se sítí metra a označuje se jako linky metra
- V Janově se dvě linky městské železnice označují čísly 1 a 2 a jediná linka metra je bezejmenná. Plánuje se propojení obou sítí.
- Ve Španělsku se podobné systémy nazývají Cercanías (cercanía znamená blízké okolí) a označují logem s písmenem C, (katalánsky se nazývají Rodalies)
- V Latinské Americe je obvyklé označení Metrotren (metrovlak)
- Ve Švédsku se používá název Pendeltåg a písmeno P. Označení Pendeltåg se ve švédštině používá i jako překlad termínu S-Bahn, například pro berlínský Pendeltåg. V jihošvédské provincii Skåne (Scania) se pro regionální železnici používá označení Pågatåg.
- V Polsku se používá označení szybka kolej miejska (SKM, městská rychlodráha)
- V Estonsku Elektriraudtee, v Rusku Električka (ve slovenštině shodný výraz označuje tramvaj i Tatranské elektrické železnice)
- V Liverpoolu Merseyrail, v Dublinu Dublin Area Rapid Transit (DART)
- V Budapešti Helyi Érdekű vasút (HÉV, příměstská dráha)
- V New Yorku New Jersey Transit, Long Island Railroad a Metro-North, ve Filadelfii SEPTA Regional Rail, v Chicagu Metra, v San Franciscu CalTrain
- V Hongkongu KCR

## Městská a příměstská železniční doprava v Česku

### Praha a její okolí
V Praze a jejím okolí se začalo označování linek používat neoficiálně kolem roku 2002, přičemž linky víceméně odpovídaly traťovým oddílům železničního jízdního řádu. V roce 2002 se pokusily České dráhy nepříliš úspěšně zpopularizovat termín „Metropolitní dopravní linie“, v prosinci 2007 byl systém příměstské dopravy pojmenován Esko. Po dokončení hlavní části přestavby pražského železničního uzlu, která výrazně zvýšila kapacitu železničních tratí pro průjezd Prahou, začal být pomalu zaváděn linkový systém, v němž po některých tratích jezdí souběžně více linek a některé linky přejíždějí mezi víc traťovými oddíly. V současné době mnoho železničních stanic a zastávek nemá dobrou návaznost na městskou hromadnou dopravu, proto se uvažuje se o vybudování až 30 nových železničních zastávek na území Prahy a také o zkapacitnění některých železničních tratí, například těch, které dosud sloužily převážně nákladní dopravě. Postupně byl zaveden na hlavních tratích provoz v pravidelných intervalech a soupravy se označují čísly linek s písmenem S (například S6).
Regionální systémy linkové železniční dopravy se rozvíjejí i v ostatních krajích.

### Tramvajové rychlodráhy a meziměstské tramvaje
V některých místech jsou městské rychlodráhy navrhovány jako úseky tramvajových drah na samostatném tělese mimo pozemní komunikaci. V Praze byly s touto představou budovány tramvajové trati do Modřan a na Barrandov, v Brně se uvažuje o tzv. tramvajovém diametru, který by měl znaky tramvaje, metra i železnice.
Charakter příměstské dráhy mají i meziměstské tramvajové dráhy Liberec–Jablonec, Most–Litvínov a Brno–Modřice, ale také slovenské Tatranské elektrické železnice. Také v České republice se uvažuje o několika projektech drah, které by byly na pomezí mezi tramvajovou a železniční dopravou, například na Liberecku nebo v Podorlicku.